# 二上山站
二上山站（日语：／ Nijozan eki */?）位於日本奈良縣香芝市畑四丁目，為近畿日本鐵道（近鐵）南大阪線的鐵路車站。車站編號為F19。

## 歷史
- 1929年（昭和4年）3月29日 - 大阪鐵道的古市 - 久米寺（現在的橿原神宮前）間開通，本站啟用[1]。
- 1943年（昭和18年）2月1日 - 關西急行鐵道與大阪鐵道合併[1]。本站成為關西急行鐵道天王寺線的車站。
- 1944年（昭和19年）6月1日 - 關西急行鐵道與南海鐵道（現在的南海電氣鐵道）合併[1]。本站成為近鐵南大阪線的車站。
- 2007年（平成19年）4月1日 - 可使用PiTaPa乘車[2]。

## 車站構造
側式月台2面2線的地面車站。月台長度可容納4節車廂編成。站房與驗票口位於地面，出入口位於1號月台，與對向的2號月台之間有站內平交道連通。
本站由高田市站管理，為無人車站。

### 月台配置
| 月台 | 路線     | 方向 | 目的地                          |
| ---- | -------- | ---- | ------------------------------- |
| 1    | 南大阪線 | 下行 | 往 橿原神宮前、吉野、御所       |
| 2    | 南大阪線 | 上行 | 往 古市、大阪阿部野橋、河内長野 |

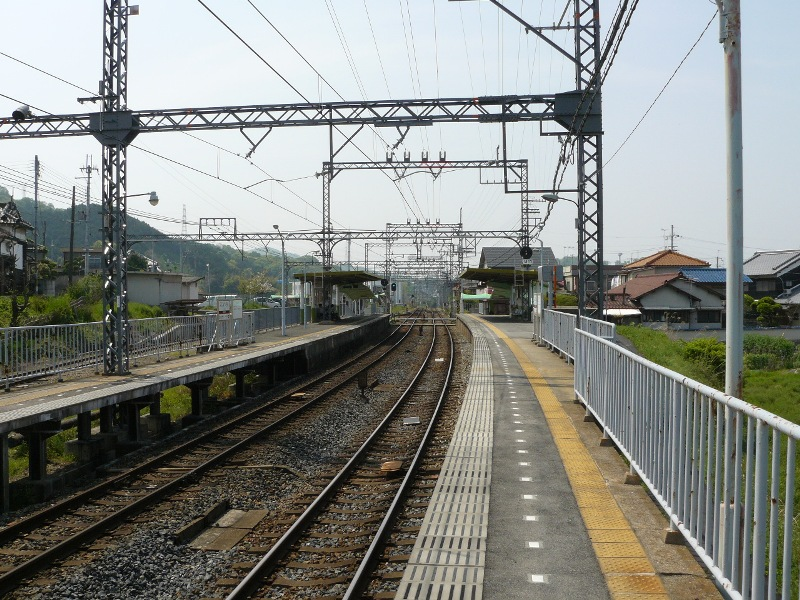
往橿原神宮前方向的攝影

## 使用狀況
近年1日上下車人次調査結果如下。
- 2018年11月13日：1,192人
- 2015年11月10日：1,141人
- 2012年11月13日：1,044人
- 2010年11月9日：1,085人
- 2008年11月18日：1,237人
- 2005年11月8日：1,400人

### 上車人次
近年的1日平均上車人次如下。
| 年度               | 1日平均 上車人次 |
| ------------------ | ---------------- |
| 1995年（平成7年）  | 681              |
| 1996年（平成8年）  | 675              |
| 1997年（平成9年）  | 629              |
| 1998年（平成10年） | 647              |
| 1999年（平成11年)  | 646              |
| 2000年（平成12年） | 647              |
| 2001年（平成13年） | 638              |
| 2002年（平成14年） | 611              |
| 2003年（平成15年） | 603              |
| 2004年（平成16年） | 618              |
| 2005年（平成17年） | 605              |
| 2006年（平成18年） | 579              |
| 2007年（平成19年） | 587              |
| 2008年（平成20年） | 612              |
| 2009年（平成21年） | 584              |
| 2010年（平成22年） | 568              |
| 2011年（平成23年） | 575              |
| 2012年（平成24年） | 573              |
| 2013年（平成25年） | 567              |
| 2014年（平成26年） | 592              |
| 2015年（平成27年） | 601              |
| 2016年（平成28年） | 620              |
| 2017年（平成29年） | 632              |
| 2018年（平成30年） | 643              |

## 車站周邊
- 二上山（日语：二上山 (奈良県・大阪府)）
- 大津皇子墓（二上山雄岳山頂附近）
- 專稱寺
- 春日神社
- 屯鶴峯
- 二上駐在所
- 香芝二上郵局
- 香芝市立二上小学校
- 近鐵二上山站自行車廷車場
- 二上站 - 近鐵大阪線（位於本站以北約1km，徒步約20分）

## 公車路線
香芝市社區巴士
- 真美丘・穴虫線 - 二上小学校前停留所 (位於本站東北200m的國道165号上)

## 相鄰車站
近畿日本鐵道
 南大阪線
■急行、■區間急行
通過
■準急・■普通
上之太子 （F18） － 二上山 （F19） － 二上神社口 （F20）